# Land-Wasser-Schlepper
Le Land-Wasser-Schlepper, ou LWS était un tracteur expérimental amphibie Allemand utilisé pendant la Seconde Guerre mondiale.

## Historique
Ordonné par le Heereswaffenamt en 1935 pour un usage par le génie de l'armée allemande, le Land-Wasser-Schlepper (ou LWS) était conçu comme un remorqueur de rivière léger avec une certaine capacité d'opérer sur la terre,,.
Destinée à faciliter les opérations de traversée et de pontage, il a été conçu par Rheinmetall-Borsig de Düsseldorf. La coque était semblable à celle d'un Motor Launch, ressemblant à un bateau tracté avec les hélices jumelées arrière, montées en tunnel avec des gouvernails jumeaux. Sur terre, il roule sur des chenilles en acier avec quatre bogies par côté,.
À l'automne de 1940, trois prototypes avaient été achevés et étaient affectés au Détachement de chars 100 dans le cadre de l'Opération Seelöwe (Opération Lion de mer). Il était destiné à être utilisé pour tirer à terre des barges d'assaut sans puissance pendant l'invasion et pour traîner des véhicules à travers les plages. Ils auraient également été utilisés pour transporter des provisions directement à terre au cours des six heures de marée descendante lorsque les barges ont été mises à la terre. Il s'agissait de tracter une remorque amphibie Kässbohrer (capable de transporter 10 à 20 tonnes de fret) derrière le LWS.
Le Land-Wasser-Schlepper a été présenté au général Franz Halder le 2 août 1940 par le personnel d'essai de Reinhardt sur l'île de Sylt et, bien qu'il ait critiqué sa haute silhouette sur terre, il a reconnu l'utilité globale de la conception. Il a été proposé de construire suffisamment de LWS pour que chaque embarcation d'invasion puisse être affectée à une ou deux d'entre elles, mais les difficultés de production en série du véhicule ont empêché la mise en œuvre de ce plan.
En raison du développement prolongé, le Land-Wasser-Schlepper n'est entré en service régulier qu'en 1942 et, bien qu'il ait été utile en Russie et en Afrique du Nord, il n'a été produit qu'en petit nombre.
En 1944, un nouveau design a été introduit, le LWS II. Ce véhicule était basé sur un châssis de char de Panzer IV et a comporté une petite cabine de conducteur avec un blindage amélioré et une plate-forme arrière plate avec quatre tuyères repliables d'admission et d'échappement.
Le Land-Wasser-Schlepper est resté opérationnel jusqu'à la fin de la guerre en mai 1945,.